# Miliz Info
Die Zeitschrift Miliz Info (Zeitschrift für Angehörige der Einsatzorganisationen des Bundesheeres) befasst sich mit der Aus-, Fort- und Weiterbildung der Wehrpflichtigen und der Frauen im Österreichischen Bundesheer.
Die Zeitschrift erscheint vierteljährlich, der Medieninhaber ist die Republik Österreich, der Herausgeber ist das Bundesministerium für Landesverteidigung.